# Alfonso Enrico di Lorena
Alfonso Enrico di Lorena (Alphonse Henri Charles; Francia, 14 agosto 1648 – Francia, 19 ottobre 1718) fu un membro dei Casato di Guisa e Conte di Harcourt.

## Biografia
Nato da François Louis, Conte di Harcourt e da sua moglie, Anne d'Ornano,, era il terzo figlio della coppia. Suo fratello maggiore,  François de Lorraine, Batard d'Harcourt, era illegittimo, essendo nato prima che i suoi genitori fossero sposati. In quanto tale, François non aveva diritto ad ereditare le terre e i titoli di suo padre.
Per questo, alla morte di suo padre nel 1694, Alfonso diventò il Conte di Harcourt essendo stato designato come Prince d'Harcourt.
All'età di diciotto anni, sposò Marie Françoise de Brancas il 21 febbraio 1667 a Parigi. La coppia ebbe tre figli, due masci e una femmina. Françoise era la maggiore della deu figlie nata da Charles de Brancas e da sua moglie Suzanne Garnier. Sua sorella Marie si sposò nella famiglia Brancas.
Alfonso Enrico morì all'età di 70 anni durante la Reggenza di Philippe d'Orléans (Reggente per la minore età di Luigi XV). Sua moglie morì nel 1715.

## Discendenza
- Suzanne de Lorraine, Mademoiselle d'Harcourt (16 ottobre 1668–gennaio 1671) morì nell'infanzia;[1]
- Anne Marie Joseph de Lorraine, Prince de Guise, Conte di Harcourt (30 aprile 1679–29 aprile 1739) sposò Marie Louise Jeannin de Castille ed ebbe figli;[1]
- François Marie de Lorraine, Conte di Maubec (10 agosto 1686–1706) morì a Guastalla durante la Guerra di successione spagnola.[1]

## Ascendenza
|                                  |                   |                                         | Genitori                           |  |  | Nonni |  |  | Bisnonni           |  |  | Trisnonni        |  |
|                                  |                   |                                         |                                    |  |  |       |  |  | Charles I d'Elbeuf |  |  | René II d'Elbeuf |  |
|                                  |                   |                                         |                                    |  |  |       |  |  | Charles I d'Elbeuf |  |  | René II d'Elbeuf |  |
|                                  |                   | Louise de Rieux                         |                                    |  |  |       |  |  | Charles I d'Elbeuf |  |  |                  |  |
| Charles II d'Elbeuf              |                   |                                         |                                    |  |  |       |  |  | Charles I d'Elbeuf |  |  |                  |  |
|                                  |                   | Marguerite de Chabot                    | Léonor de Chabot                   |  |  |       |  |  |                    |  |  |                  |  |
|                                  |                   | Marguerite de Chabot                    | Léonor de Chabot                   |  |  |       |  |  |                    |  |  |                  |  |
|                                  |                   | Marguerite de Chabot                    | Françoise de Rye                   |  |  |       |  |  |                    |  |  |                  |  |
| François-Louis de Lorraine       |                   | Marguerite de Chabot                    |                                    |  |  |       |  |  |                    |  |  |                  |  |
|                                  |                   | Henri IV de France                      | Antoine de Bourbon-Vendôme         |  |  |       |  |  |                    |  |  |                  |  |
|                                  |                   | Henri IV de France                      | Antoine de Bourbon-Vendôme         |  |  |       |  |  |                    |  |  |                  |  |
|                                  |                   | Henri IV de France                      | Jeanne III de Navarre              |  |  |       |  |  |                    |  |  |                  |  |
| Catherine de Bourbon-Vendôme     |                   | Henri IV de France                      |                                    |  |  |       |  |  |                    |  |  |                  |  |
|                                  |                   | Gabrielle d'Estrées                     | Antoine d'Estrées                  |  |  |       |  |  |                    |  |  |                  |  |
|                                  |                   | Gabrielle d'Estrées                     | Antoine d'Estrées                  |  |  |       |  |  |                    |  |  |                  |  |
|                                  |                   | Gabrielle d'Estrées                     | Françoise Babou de La Bourdaisière |  |  |       |  |  |                    |  |  |                  |  |
| Alphonse-Henri de Lorraine       |                   | Gabrielle d'Estrées                     |                                    |  |  |       |  |  |                    |  |  |                  |  |
|                                  | Alphonse d'Ornano | Sampiero Corso                          |                                    |  |  |       |  |  |                    |  |  |                  |  |
|                                  | Alphonse d'Ornano | Sampiero Corso                          |                                    |  |  |       |  |  |                    |  |  |                  |  |
|                                  | Alphonse d'Ornano | Vannina d'Ornano                        |                                    |  |  |       |  |  |                    |  |  |                  |  |
| Henri François Alphonse d'Ornano | Alphonse d'Ornano |                                         |                                    |  |  |       |  |  |                    |  |  |                  |  |
|                                  |                   | Marguerite Louise de Pontevès Carcès    | Durand de Pontevès Carcès          |  |  |       |  |  |                    |  |  |                  |  |
|                                  |                   | Marguerite Louise de Pontevès Carcès    | Durand de Pontevès Carcès          |  |  |       |  |  |                    |  |  |                  |  |
|                                  |                   | Marguerite Louise de Pontevès Carcès    | Marguerite de Boniface             |  |  |       |  |  |                    |  |  |                  |  |
| Anne d'Ornano                    |                   | Marguerite Louise de Pontevès Carcès    |                                    |  |  |       |  |  |                    |  |  |                  |  |
|                                  |                   | Louis Guillaume de Raymond de Mormoiron | François de Raimond de Mormoiron   |  |  |       |  |  |                    |  |  |                  |  |
|                                  |                   | Louis Guillaume de Raymond de Mormoiron | François de Raimond de Mormoiron   |  |  |       |  |  |                    |  |  |                  |  |
|                                  |                   | Louis Guillaume de Raymond de Mormoiron | Vittoria de Panissa                |  |  |       |  |  |                    |  |  |                  |  |
| Marguerite de Modène de Montlor  |                   | Louis Guillaume de Raymond de Mormoiron |                                    |  |  |       |  |  |                    |  |  |                  |  |
|                                  |                   | Marie de Maugiron                       | Laurent de Maugiron                |  |  |       |  |  |                    |  |  |                  |  |
|                                  |                   | Marie de Maugiron                       | Laurent de Maugiron                |  |  |       |  |  |                    |  |  |                  |  |
|                                  |                   | Marie de Maugiron                       | Jeanne de Maugiron                 |  |  |       |  |  |                    |  |  |                  |  |
|                                  |                   | Marie de Maugiron                       |                                    |  |  |       |  |  |                    |  |  |                  |  |